# Thierry Breton
Thierry Breton (Paris, 15 de janeiro de 1955) é um empresário francês, antigo professor da Harvard Business School e antigo Ministro da Fazenda da França. Foi vice-presidente e CEO do Groupe Bull, presidente e CEO da Thomson-RCA (1997 – 2002) e presidente e CEO da France Télécom (2002-2005).
Atualmente é Presidente Honorário da Thomson e da France Télécom e desde de 2008 atua como presidente e CEO da empresa internacional de serviços de tecnologia da informação Atos.
Entre 2005 e 2007 desempenhou as funções de Ministro da Economia, Finanças e Indústria nos governos dos Primeiros-ministros Jean-Pierre Raffarin e Dominique de Villepin, durante a Presidência da República de Jacques Chirac.

## Primeiros anos de vida
Nasceu no XIVe arrondissement (14.º Bairro) de Paris. Tem três filhos: Constance (1984), Alexandre (1985) e Severine (1988). Obteve o grau de Mestre em Engenharia Elétrica e Informática da Supélec e, mais tarde, graduou-se no Institut des Hautes Études de Défense Nationale (Instituto de Altos Estudos de Defesa Nacional) (IHEDN).

## Gestor
Começou a sua carreira de empresário em Nova Iorque, onde fundou uma empresa de software (FORMA SYSTEMS).
Em janeiro de 2010, a Harvard Business Review após avaliação detalhada dos desempenhos de 2000 Diretores Executivos globais entre os anos de 1995 e 2009, publicou pela primeira vez a lista dos The 100 Best-performing CEOs in the World, na qual Thierry Breton está classificado na 62.º posição (Harvard Business Review, janeiro de 2010).
Desempenhou funções de diretor em muitos conselhos de administração, incluindo: AXA; La Poste; DEXIA BANQUE; RODHIA; SCHNEIDER ELECTRIC; THOMSON SA (Presidente do Conselho de Administração e Diretor Executivo); FRANCE TELECOM (Presidente do Conselho de Administração e Diretor Executivo); ORANGE PLC (Presidente do Conselho de Administração não executivo); BOUYGUES TELECOM; GROUP HONEYWELL BULL (Vice-Presidente do Conselho de Administração e Diretor Executivo).
Atualmente é membro do conselho de administração da CARREFOUR, onde é o responsável pelo Comité de Compensação e Benefícios.
A sua carreira inclui posições de Diretor Executivo no Group Honeywell Bull, Thomson, France Telecom, Atos:

## Honeywell Bull
Em 1993 entra para a empresa de TI Bull como responsável de estratégia e desenvolvimento, tendo ocupado posteriormente as posições de Diretor Executivo e Vice-Presidente do Conselho de Administração do Grupo.

## Thomson
Desempenhou funções de Presidente do Conselho de Administração e Diretor Executivo da Thomson entre 1997 e 2002. Invertendo o rumo da empresa, obteve reconhecimento a nível mundial pelo sucesso alcançado nas melhorias significativas do desempenho financeiro do grupo obtido num curto espaço de tempo. A capitalização de mercado da empresa subiu de 1 FRF para 100 mil milhões de FRF durante o seu mandato.[citation needed]. Por decisão do conselho de administração, foi-lhe concedido o título de Presidente Honorário do Conselho de Administração da Thomson em 2002.

## France Telecom
Desempenhou as funções de presidente do conselho de administração e diretor executivo da France Télécom (2002–2005) e inverteu vigorosamente a situação da empresa, diminuindo o elevado endividamento da mesma, o qual passou de um valor de 70 mil milhões para 32 mil milhões de euros durante o seu mandato.[citation needed]. Por decisão do conselho de administração, foi-lhe concedido o título de Presidente Honorário do Conselho de Administração da France Telecom em 2005.

## Atos
Desde 16 de novembro de 2008, desempenha as funções de presidente do conselho de administração e diretor executivo ativo da Atos S.A., anteriormente designada por Atos Origin.[1] Após a aquisição das atividades de serviços de TI da Siemens, a empresa passou a figurar como número um das empresas europeias de serviços de TI e no Top 5 a nível mundial, com 120.000 empregados, em 73 países.
Obtém a atenção mundial após uma entrevista concedida ao Wall Street Journal (28 de novembro de 2011) onde reiterou a sua intenção de erradicar o e-mail interno, que designou como "a poluição da era da informação", na Atos no espaço de 18 meses (iniciativa conhecida como a Estratégia Zero-Email™), substituindo os e-mails internos por um conjunto de redes sociais e mensagens instantâneas empresariais, ferramentas de colaboração, etc., tanto desenvolvidas na própria empresa, como parcialmente agregadas de outros fabricantes.

## Ministro das Finanças
Foi nomeado em 24 de fevereiro de 2005, substituindo Hervé Gaymard,[3] até 18 de maio de 2007, substituído por Jean-Louis Borloo. Concentrou os esforços da sua política pública na necessidade de reduzir o défice público, numa altura em que a receita de impostos sobre a receita de todo o país era utilizada para pagar os juros da dívida. Quando deu início às suas funções no governo, o nível de endividamento da França era de 66,4% do PIB. Em dois anos reduziu a dívida pública em 2,7% do PIB, a diminuição mais significativa alguma vez obtida na história económica francesa recente. Além disso, restaurou um excedente (excluindo o pagamento dos juros da dívida pública) para o orçamento de Estado francês.

## Carreira académica
Após a sua saída do governo, desempenhou funções de Professor na Harvard Business School (2007-2008) onde ensinou Liderança e Responsabilidade Empresarial (LCA - "Leadership and Corporate Accountability").
Desempenhou igualmente as funções de Presidente do Conselho de Administração da Université de technologie de Troyes em França, entre 1997 e 2005.

## Autor
É autor de muitos livros acerca das tecnologias de informação e economia e coautor de um romance sobre o ciberespaço.
•	1984 : Softwar, A emergência dos vírus de computadores como arma de destruição massiva (La Guerre douce), Thierry Breton - Denis Beneich, éd. Robert Laffont, Paris (traduzido em 25 países).
•	1985 : Vatican III, A emergência de um mundo constituído por comunidades baseadas na informação, Thierry Breton, éd. Robert Laffont, Paris
•	1987 : Netwar, A guerra das redes (La guerre des réseaux), Thierry Breton, éd. Robert Laffont, Paris
•	1991 : La Dimension invisible, A emergência da sociedade da informação (Le défi du temps et de l'information), Thierry Breton, éd. Odile Jacob, Paris
•	1992 : La Fin des illusions, O fim da era da alta tecnologia, Thierry Breton, Plon, Paris.
•	1993 : Le Télétravail en France, Uma descrição precoce do teletrabalho em França, Thierry Breton, La Documentation française, Paris.
•	1994 : Le Lièvre et la Tortue, A França e a revolução do conhecimento, Thierry Breton - Christian Blanc, éd. Plon, Paris.
•	1994 : Les Téléservices en France, Uma descrição precoce do mundo da Internet, Thierry Breton, La Documentation française, Paris.
•	2007 : Antidette, Como reduzir os gastos excessivos e o endividamento da França, Thierry Breton, Plon, Paris.

## Condecorações e prémios
Oficial da prestigiada Légion d'honneur (Legião de Honra) e comandante da Ordre National du Mérite (Ordem Nacional de Mérito). É igualmente membro de Le Siècle.[4]. Tem sido internacionalmente reconhecido e premiado em muitos países:

### Condecorações
•	2010 : Comandante da Ordem de Wissam Alaouite, Marrocos.
•	2008 : Oficial da ordem nacional da Légion d'honneur, França.
•	2006 : Grã-cruz da ordem de Mérito (Al Merito de Chile), Chile.
•	2006 : Grande oficial da Ordem Nacional do Cruzeiro do Sul (Ordem Nacional do Cruzeiro do Sul), Brasil.
•	2006 : Comandante da ordem de Méritos Civis (orden del Merito Civil), Espanha.
•	2004 : Comandante da ordem nacional de Mérito (ordre national du Mérite), França.
•	2001 : Cidadão Honorário da cidade de Foshan, província de Guangdong, República Popular da China.

### Prémios
•	2004 : Líder Empresarial Europeu do Ano, Londres, Reino Unido.
•	2003 : Financeiro do Ano, ANDESE (National Association of PHDs in Economics and Business Administration), Paris, França.
•	2000 : Estratega do Ano, Paris, França.
•	1998 : Líder global do amanhã, Fórum Económico Mundial, Davos, Suíça.
•	1988 : Jovem de relevo do mundo (TOYP), Jaycees, Sydney, Austrália.
•	1988 : Homem do Ano, Câmara dos Jovens Economistas (Jeunes chambres économiques françaises), Paris, França.